# Kalmar glasbruk
Kalmar glasbruk var ett glasbruk, som låg vid Verkstadsgatan på Gamla industriområdet i Kalmar. Det grundades 1947 av glaskonstnären Arnold Glave (1907–1997) och kemisten Nils Åberg och var i drift till 1957. Det försåg bland annat AB Termosindustri med termosglas. Företaget hade som mest 25–30 anställda.
Förutom termosglas tillverkades pressglas i form av medicinflaskor, glasinredning till kökshyllor, kylskåpslådor och serviser. Kalmar glasbruk tillverkade också konstglas med Arnold Glave som formgivare, vid sidan av den danska konstnären Tora Pors under åren 1947–1954, och konstnären Ulla Benne (född 1927) under åren 1950–1957. Alla tre använde sig gärna av glavering med inlagda glastrådar. 